# Hohenzollernbrücke
Hohenzollernbrücke – most na Renie w Kolonii (Niemcy), na wysokości 688 kilometra biegu rzeki Ren.
Most budowany był od 1907 do 1911 roku i zastąpił rozebrany w 1909 roku most Dombrücke. Most pierwotnie składał się z dwóch linii kolejowych i mostu drogowego. Po 1945 roku odbudowano tylko dwie linie kolejowe, które zostały później uzupełnione o trzecią. Do mostu zostały dobudowane chodniki i ścieżki rowerowe.
Hohenzollernbrücke jest tuż obok kolońskiego głównego dworca jednym z najważniejszych węzłów komunikacyjnych w niemieckim i europejskim systemie kolei. Most jest integralną częścią krajobrazu miasta Kolonii.

## Bibliografia

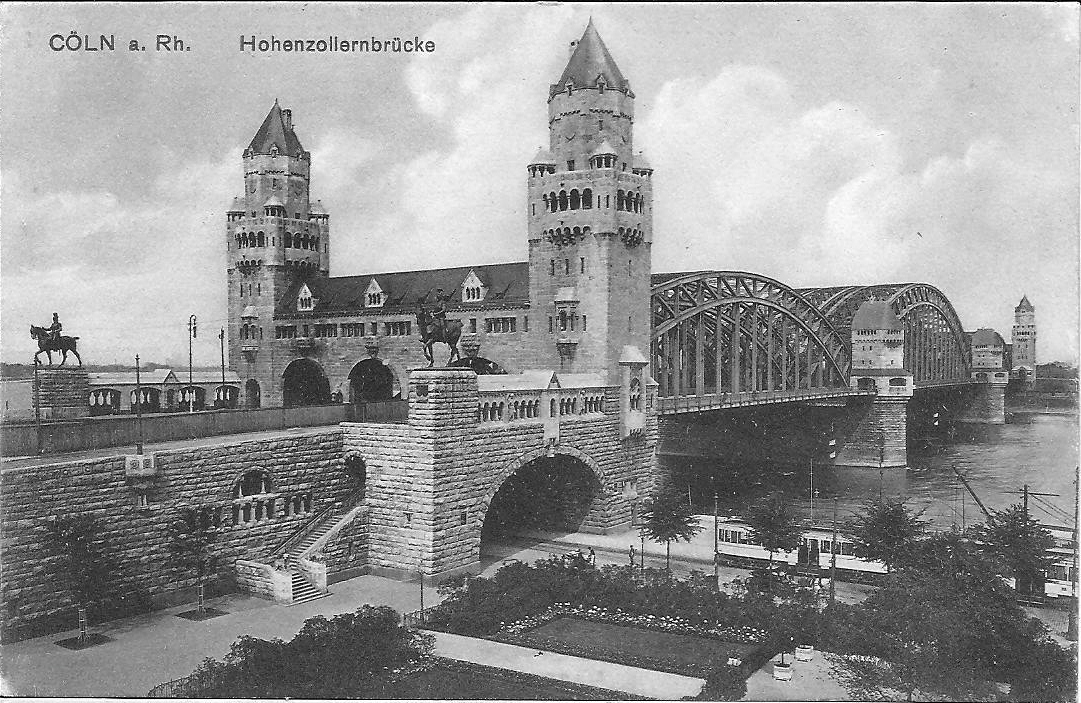
Hohenzollernbrücke, ok. 1910